# Francesca Lissia
Francesca Lissia, conocida artísticamente como Frana, (Cerdeña, 1982) es una acróbata y artista de circo italiana especializada en portés acrobáticos, mini báscula y barra fija. Creó en 2008, junto al también artista de circo Celso Pereira, la compañía Celso y Frana, con sede en Estocolmo y en 2009 se convirtió en cofundadora de la Compañía de circo 'eia' con sede en Barcelona.

## Trayectoria
Lissia practicó desde los cinco años gimnasia artística y luego pasó al salto con pértiga. Se licenció en Biología. Desde 2003 forma parte y es confundadora de la asociación cultural de circo de calle con sede en Cerdeña, Vitamina Circo.
En 2004, se trasladó a Madrid para estudiar en la Escuela de Circo Carampa, donde conoció a Celso Pereira. Lissia y Pereira empezaron a practicar la acrobacia en dúo y para perfeccionar su técnica acrobática y circense, estudiaron en la School of Dance and Circus (DOCH) en Estocolmo, donde se graduaron en 2008. Formaron la compañía de circo Celso y Frana y crearon su primer espectáculo Here begins the story, que gira en torno a los libros que, salvados de la guerra, encuentran una nueva vida cada vez que alguien los lee, y con el que realizaron giras por Estocolmo, España, Copenhague y Turín.
En 2008, Lissia participó como artista en la primera edición del proyecto Crece, dedicado a la creación de circo contemporáneo, producido por la Escuela de Circo Carampa y el Teatro Circo Price. Entre otras producciones del Price en las que ha participado se encuentra en 2010, La Lucha Libre vuelve al Price.
En 2009, Lissia y Pereira se unieron con los artistas Armando Rabanera del Cirque Vague, Fabrizio Giannini del Circo de la Sombra y Cristiano Della Monica de Le Grand Osim Orchestra, para fundar la compañía de circo 'eia', cuyos espectáculos muestran la complejidad de las relaciones humanas. La primera obra que Lissia creó con 'eia' fue Capas, que se estrenó en 2011 y que giró durante cinco años por diferentes países y festivales de circo de Europa, contando con más de 150 actuaciones.
Tanto el trabajo artístico de Lissia como el de la compañía 'eia' han recibido diferentes premios y reconocimientos del sector.

## Obra

### Con Celso y Frana
- 2008 - Here begins the story.[11]
- 2008 - Crece.[16][17]
- 2010 - La Lucha Libre vuelve al Price.[18]

### Con 'eia'
- 2011-2014 - Capas.[22][23][24][25]
- 2016 - inTarsi.[27][28]
- 2017 - Espera.[29][30][31][32][33]
- 2018 - La Pranza!.[34][35][36]
- 2021 - NUYE.[37][38][39]
- 2023 - La piedra de madera.[40][41]

## Premios y reconocimientos

### PorCapas
- 2011 - Premio Ciudad de Barcelona, por el riesgo asumido en la investigación circense.[42][43][44][45]
- 2011 - Premios Zirkolika, al mejor espectáculo de circo de sala.[45][46][47]

- 2012 - Premio Emilio Zapatero al mejor espectáculo de circo, en la 13.ª edición del Festival Internacional de Teatro y Artes de Calle de Valladolid (TAC).[44][45][47][48]

### PorinTarsi
- 2016 - Premios Zirkólika, con el Premio Especial del Jurado.[49][50]
- 2017 - Premio Max a mejor espectáculo revelación, como primera compañía de circo galardonada por estos premios de referencia en el panorama cultural y las artes escénicas.[30][51][52]

### PorEspera
- 2017 - Premios de la Crítica de Cataluña, al mejor espectáculo de calle.[53]

- 2021 - Premio al mejor espectáculo en la 22.ª edición del Festival Internacional de Teatro y Artes de Calle de Valladolid.[26][48][54][55][56]